# 磁気双極子
磁気双極子（じきそうきょくし、英語：magnetic dipole）は、無限小の円周上を流れる電流、またはそれと同じ磁場をつくる系をいう。

## 定義

### ループ電流による定義
面積 S の円周上を電流 I が環状に流れているとき、次の式で表されるベクトル m を考える。
{\displaystyle {\boldsymbol {m}}=I{\boldsymbol {S}}}
ベクトルの向きは電流に垂直で電流が右ねじの向きに流れるようにとる。
このループ電流（環状電流）を原点のまわりに置き、m を一定に保ったまま S を無限に小さく(Iを大きく)した極限を磁気双極子といい、そのときの m を磁気モーメントという。
磁気モーメント m に真空の透磁率 μ0  を乗じたものを磁気双極子モーメントという。
{\displaystyle {\boldsymbol {p}}_{\mathrm {m} }=\mu _{0}{\boldsymbol {m}}}
磁気モーメントはE-B対応のとき、磁気双極子モーメントはE-H対応のときに使われることが多い。なお文献によっては両者を区別せず、磁気モーメントを磁気双極子モーメントと呼んだりすることがあるので、文献ごとに定義を確かめる必要がある。

### 磁荷の対による定義
仮想的に磁気単極子を考え、正負の磁荷 ±qm  が位置 d/2 に対になって存在するものとする。ベクトル m を次のように定める。
{\displaystyle {\boldsymbol {m}}={\frac {1}{\mu _{0}}}q_{m}{\boldsymbol {d}}}
m を一定に保ったまま d を無限に小さくするとき、その極限は磁気モーメント m の磁気双極子とみなすことができる。
磁荷の対がつくる磁気双極子は外部から見ればループ電流と等価であり区別できない。ただし双極子内部の磁場は異なる。

### 分布する電流や磁性体の磁気モーメント
原点の付近に電流密度 i(r) の電流が定常的に流れているとき、これを十分遠方から見ると磁気双極子のように見える。このときの磁気モーメントは次のように表される。
{\displaystyle {\boldsymbol {m}}={\frac {1}{2}}\int {\boldsymbol {r}}\times {\boldsymbol {i}}({\boldsymbol {r}})\;\mathrm {d} ^{3}r}
また、原点の付近に磁性体が分布していて、その単位体積あたりの磁気モーメント (磁化) を M(r)} とするとき、全体の磁気モーメントは次のようになる。
{\displaystyle {\boldsymbol {m}}=\int {\boldsymbol {M}}({\boldsymbol {r}})\;\mathrm {d} ^{3}r}

## 磁気双極子のつくる磁場

### 大きさのない磁気双極子のまわりの磁場
原点に磁気モーメント m が存在するとき、位置 r でのベクトルポテンシャルは
{\displaystyle {\boldsymbol {A}}({\boldsymbol {r}})={\frac {\mu _{0}}{4\pi }}{\frac {{\boldsymbol {m}}\times {\boldsymbol {r}}}{r^{3}}}={\frac {\mu _{0}}{4\pi }}\operatorname {rot} {\frac {\boldsymbol {m}}{r}}}
磁束密度は
{\displaystyle {\boldsymbol {B}}({\boldsymbol {r}})={\frac {\mu _{0}}{4\pi }}\left[{\frac {3{\boldsymbol {r}}({\boldsymbol {m}}\cdot {\boldsymbol {r}})}{r^{5}}}-{\frac {\boldsymbol {m}}{r^{3}}}\right]=-{\frac {\mu _{0}}{4\pi }}\mathrm {grad} {\frac {{\boldsymbol {m}}\cdot {\boldsymbol {r}}}{r^{3}}}}
となる。

### 分布する磁性体のつくる磁場
単位体積あたり M(r') の磁気モーメントをもつ磁性体が分布しているとき、位置 r でのベクトルポテンシャルは
{\displaystyle {\boldsymbol {A}}({\boldsymbol {r}})={\frac {\mu _{0}}{4\pi }}\int {\frac {\operatorname {rot} '{\boldsymbol {M}}({\boldsymbol {r}}')}{\left|{\boldsymbol {r}}-{\boldsymbol {r'}}\right|}}\;\mathrm {d} ^{3}r'}
磁束密度は
{\displaystyle {\begin{aligned}{\boldsymbol {B}}({\boldsymbol {r}})&=-{\frac {\mu _{0}}{4\pi }}\int {\frac {\operatorname {rot} '\operatorname {rot} '{\boldsymbol {M}}({\boldsymbol {r}}')}{\left|{\boldsymbol {r}}-{\boldsymbol {r'}}\right|}}\;\mathrm {d} ^{3}r'\\&=\mu _{0}{\boldsymbol {M}}({\boldsymbol {r}})+{\frac {\mu _{0}}{4\pi }}\operatorname {grad} \int {\frac {\operatorname {div} '{\boldsymbol {M}}({\boldsymbol {r'}})}{\left|{\boldsymbol {r}}-{\boldsymbol {r'}}\right|}}\;\mathrm {d} ^{3}r'\end{aligned}}}
となる。

## 外部の磁場から受ける力

### 磁気双極子が受けるトルク
磁束密度 B の外部磁場の中に磁気双極子 m が存在するとき、その磁気双極子は次のようなトルク τ を受ける。
{\displaystyle {\boldsymbol {\tau }}={\boldsymbol {m}}\times {\boldsymbol {B}}}

### 磁気双極子が受ける力
ループ電流がつくる磁気双極子 m が一様でない外部磁場 B の中に置かれたとき、この双極子には次のような力が働く。
{\displaystyle {\boldsymbol {F}}_{\mathrm {loop} }=\operatorname {grad} ({\boldsymbol {m}}\cdot {\boldsymbol {B}})}
仮に磁気単極子が存在するものとすれば、この式は次のように修正される。
{\displaystyle {\begin{aligned}{\boldsymbol {F}}_{\mathrm {loop} }&=({\boldsymbol {m}}\times \nabla )\times {\boldsymbol {B}}\\&=\operatorname {grad} ({\boldsymbol {m}}\cdot {\boldsymbol {B}})-(\operatorname {div} {\boldsymbol {B}}){\boldsymbol {m}}\end{aligned}}}
一方、磁荷の対がつくる磁気双極子の場合は磁場から受ける力は次のようになる。
{\displaystyle {\boldsymbol {F}}_{\mathrm {dipole} }=({\boldsymbol {m}}\cdot \nabla ){\boldsymbol {B}}}
両者は次のような関係式で結ばれる。
{\displaystyle {\boldsymbol {F}}_{\mathrm {loop} }={\boldsymbol {F}}_{\mathrm {dipole} }+{\boldsymbol {m}}\times (\operatorname {rot} {\boldsymbol {B}})-(\operatorname {div} {\boldsymbol {B}}){\boldsymbol {m}}}
電流、変位電流、磁荷密度が0であればどちらの磁気双極子でも受ける力は同じになる。

## 参考
- 砂川重信『理論電磁気学』紀伊國屋書店、1999年。ISBN 4-314-00854-7。